# Sprachlos in Irland

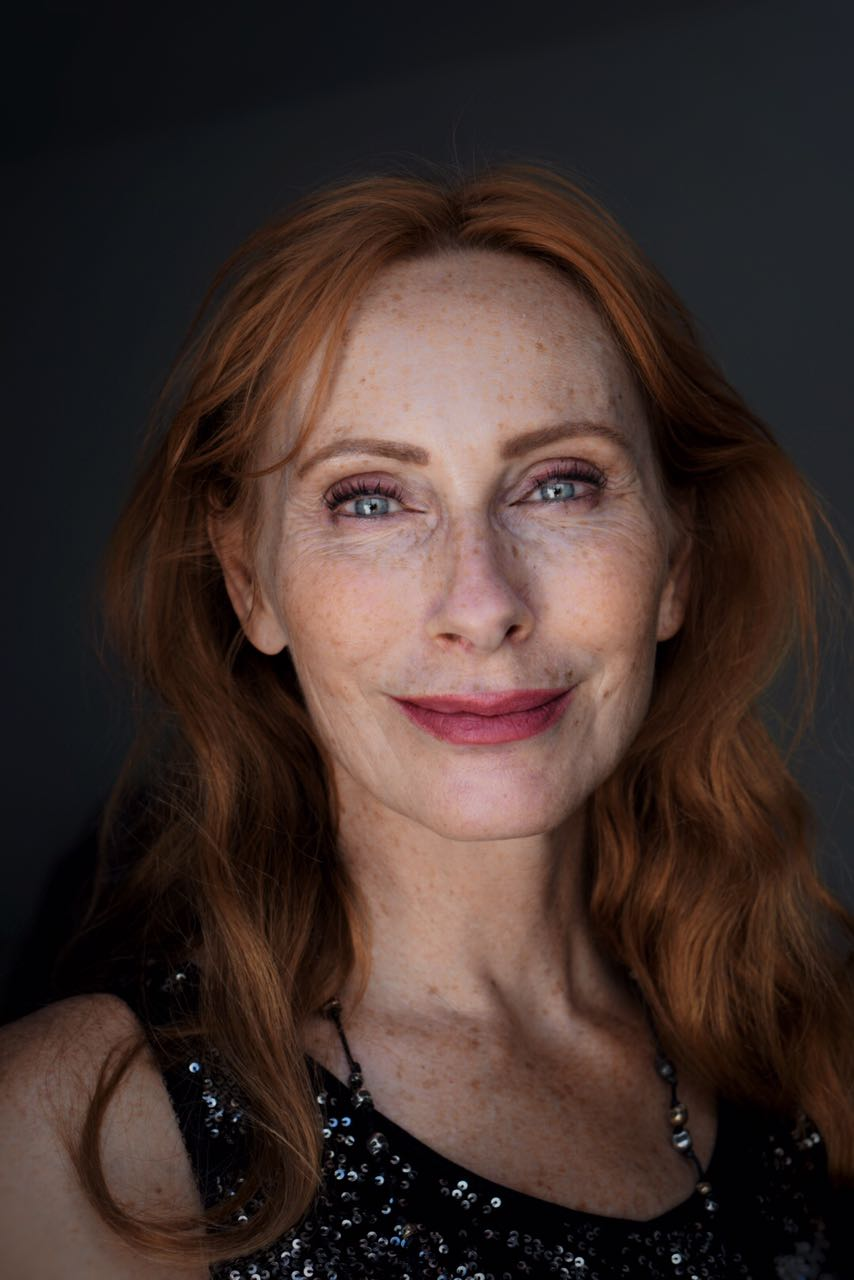
Andrea Sawatzki spielt Connie (Foto von 2017)

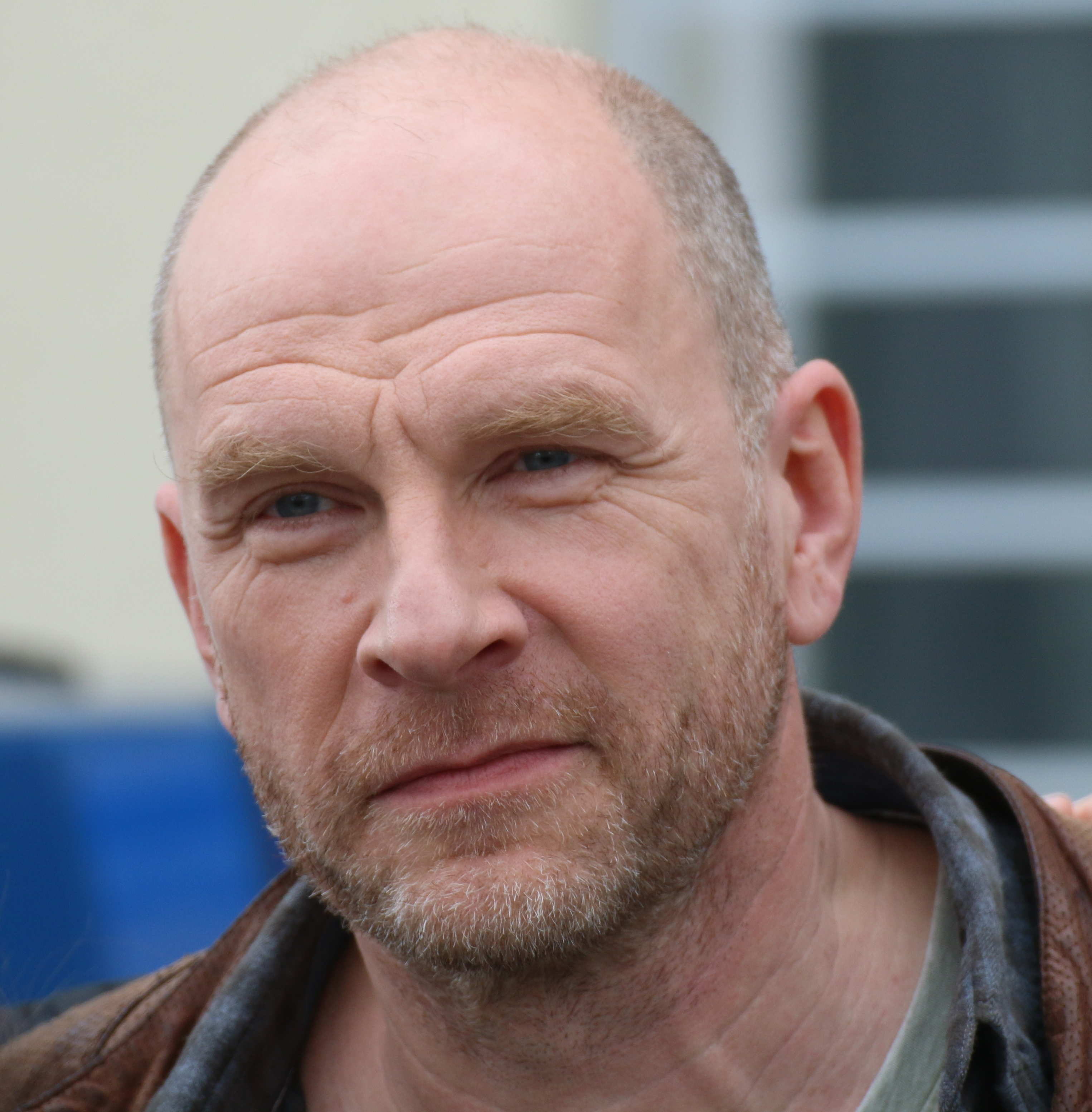
Götz Schubert spielt Max (Foto von 2016)

Sprachlos in Irland ist ein deutscher Fernsehfilm von Florian Gärtner aus dem Jahr 2021. Das Drehbuch stammt von Beatrice Meier und basiert auf einer Idee von Melanie Bukowski und Bianca Ritz. In der Hauptrolle spielt Andrea Sawatzki eine Frau, die sich auf Sprachreise nach Irland begibt und dort ihr Leben neu ordnet. Der Film wurde im September 2021 auf dem Festival des deutschen Films uraufgeführt. Im Fernsehen wurde der Film am 7. Januar 2022 im Fernsehprogramm des Ersten im Rahmen der Reihe Endlich Freitag im Ersten ausgestrahlt.

## Handlung
Connie ist langjährige Chefsekretärin eines Unternehmens, welches demnächst vom Sohn ihres Chefs übernommen wird. Dieser möchte die internationalen Geschäfte mit einer Bostoner Firma ausbauen und legt viel Wert auf gutes Englisch. Connie fällt bei ihrer ersten englischsprachigen Vorstellung durch, wodurch die Gefahr besteht, dass sie in einen anderen Bereich versetzt wird. Da auch ihr Business-Englisch-Kurs plötzlich abgesagt wird, muss schnellstens Ersatz her. Tatsächlich findet sie mit Hilfe ihrer hochschwangeren Tochter Anja noch einen Platz für eine Sprachreise nach Irland, sodass sie schon kurz danach auf die grüne Insel aufbricht.
Irland hält für Connie einige Überraschungen parat. Sie muss den Kurs zusammen mit Max machen, einem musizierenden Tom-Jones-Imitator, der für jede Situation einen blöden Spruch parat hat. Sprachlehrerin Gillian entpuppt sich als hauptberufliche Bestatterin und so wird neben dem Küchentisch auch schon einmal eine Urne mit Asche befüllt. Wenn es Kundschaft gibt, muss der Kurs schon mal verschoben werden. Für Connie ist das geschmacklos und die Organisation reinstes Chaos. Als Connie dann am nächsten Tag bei einem Ausflug nach Galway von einem Taschendieb bestohlen wird und durch den irischen Regen laufen muss, möchte sie so schnell wie möglich wieder nach Hause. Sie lässt sich von Anja einen Flug buchen und möchte am nächsten Abend zurückfliegen.
Am Abend geht Connie noch mit den anderen ins Pub und hat so die Möglichkeit, Gillian und Max genauer kennenzulernen. Sie erfährt, dass Max eine Tochter namens Amy hat. Diese wohnt hier bei seiner Exfrau Linda und für sie möchte er sein Englisch aufbessern, nachdem er sie Jahre nicht gesehen hat. Connie sieht auch, dass Gillian ihren Beruf mit Leidenschaft ausübt und ihren Mitmenschen etwas Würdevolles zurückgeben möchte. Als Connie am nächsten Morgen sogar erfolgreich auf Englisch mit einem von Gillians Kunden spricht, dessen Frau gerade gestorben ist, und auch Max und Gillian sie zum Bleiben auffordern, kommen erste Zweifel an ihrer Entscheidung.
Connie und Max geben sich gegenseitig die notwendige Unterstützung. Max bringt ihr bei, mehr Lockerheit an den Tag zu legen und ihre gewohnten Pfade auch mal zu verlassen. Sie hilft ihm, Verantwortung für seine Tochter zu übernehmen, die er seit Jahren nicht gesehen hat und die seine Unterstützung gerade dringend nötig hat. Auf einem Ausflug ans Meer, den die beiden gemeinsam mit Gillian und ihrem Freund unternehmen, kommt es zu einem Kuss zwischen Connie und Max. Nach der Rückfahrt steht Connies Ehemann Dirk plötzlich vor der Tür und möchte Connie mit nach Hause nehmen. Sie entscheidet sich am nächsten Morgen allerdings, nicht mit ihm zurückzureisen. Im Pub spricht sie mit Max über die Geschehnisse, sie verbringen die Nacht miteinander. Am darauffolgenden Tag hilft Max Amy bei einer wichtigen Schulaufführung, sodass Vater und Tochter zueinander finden. Connie nimmt all ihren Mut zusammen und springt von einem Felsen ins Meer, was sie sich auf dem Ausflug zuvor nicht getraut hat.

## Produktion
Der Film wurde vom 5. August 2020 bis zum 3. September 2020 in Irland, in der County Clare gedreht, in den Orten Kilkee, Kilrush und Ennis. Die Außenaufnahmen des Dorfes wurden in dem Fischerdorf Carrigaholt (siehe Carrigaholt Castle) vor originalen Fassaden des ehemaligen Geschäftslokals Blake und des Pubs Keane gedreht.

## Rezeption

### Kritiken
Die Redaktion des Lexikons des internationalen Films bezeichnet den Film als eine „[s]ympathisch-harmlose Fernsehkomödie“.
In seiner Besprechung bei tittelbach.tv gibt Rainer Tittelbach dem Film insgesamt 4,5 von 6 Sternen. Sawatzki ziehe in dem Film alle Register ihrer Darstellungskunst, wobei die Zwischentöne entscheidend seien. Die Erzähltonlage sei präzise aufeinander abgestimmt, durch Claire O’Donovan und Don Wycherley seien die irischen Figuren „authentisch“ besetzt. Sprachlos in Irland sei gut gemacht hinsichtlich der Dialoge, passenden Outdoor-Szenen oder der liebevollen Ausstattung der Innenräume. Die irische Atmosphäre, der Humor und die Besetzung sei stimmig, der Film mache Laune bis zur letzten Minute. Für den Kritiker „ein Feelgood-Movie mit kleinen Widerhaken“.

### Einschaltquote
Die Erstausstrahlung von Sprachlos in Irland am 7. Januar 2022 im Ersten sahen insgesamt 4,44 Millionen Zuschauer. Dies entsprach einem Marktanteil von 14,6 %.